# Порозово (Заволзький район)
Порозово — село в Заволзькому районі Івановської області. Знаходиться у Воздвиженському сільському поселенні.

## Географія
Розташоване на лівому березі річки Волга.

## Галерея

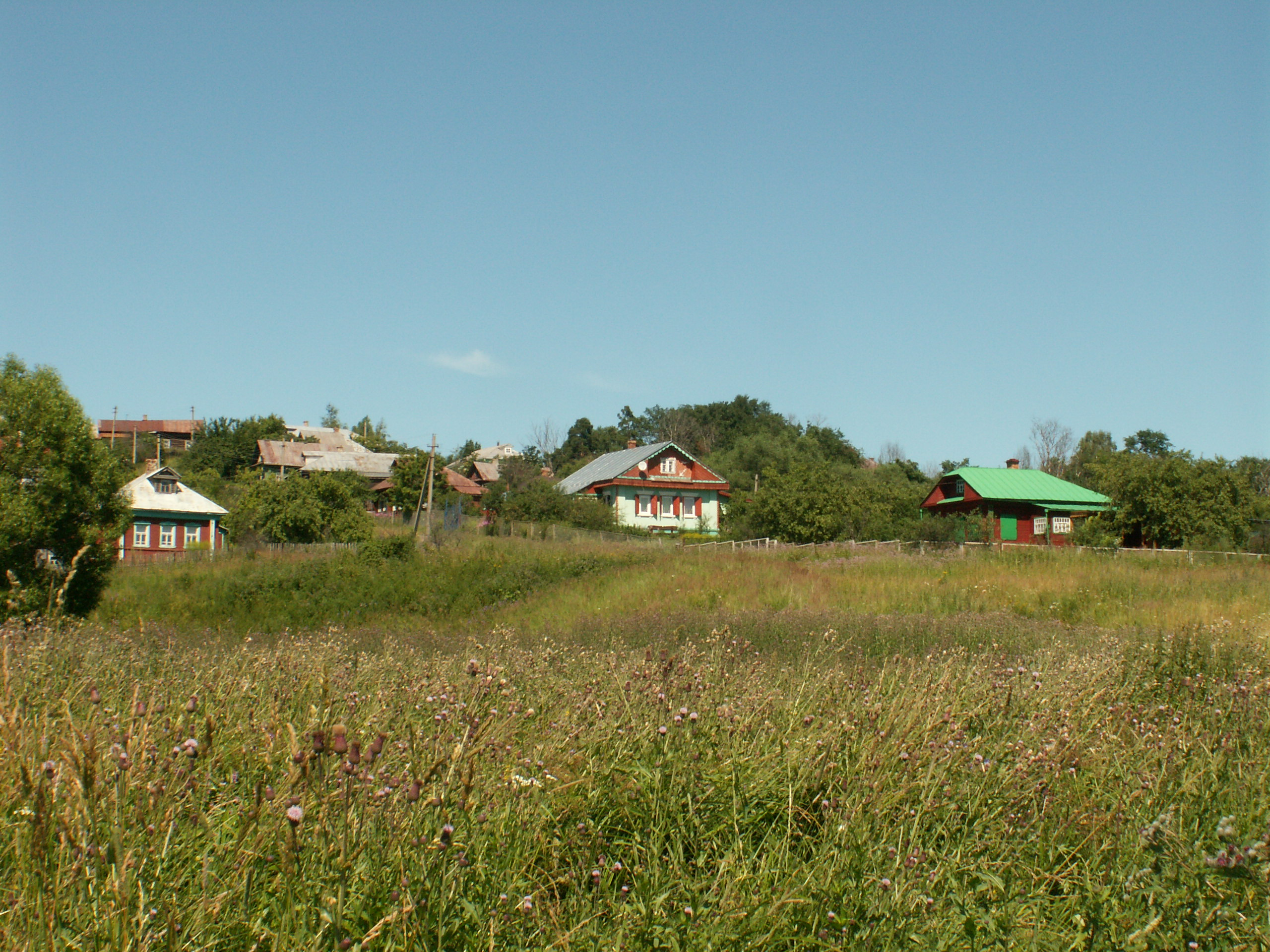
Вид на село з Волги
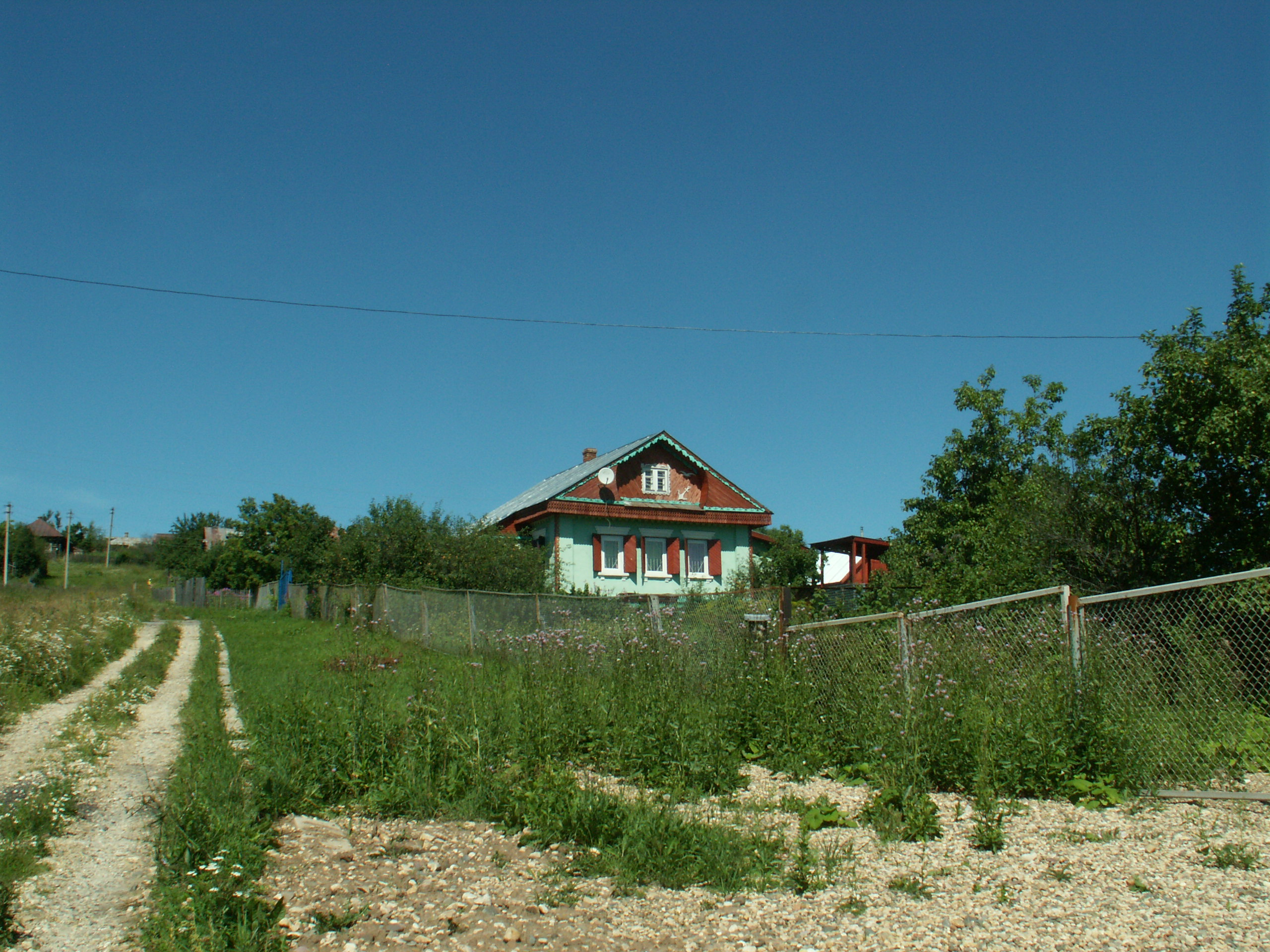
Будинок у Порозово
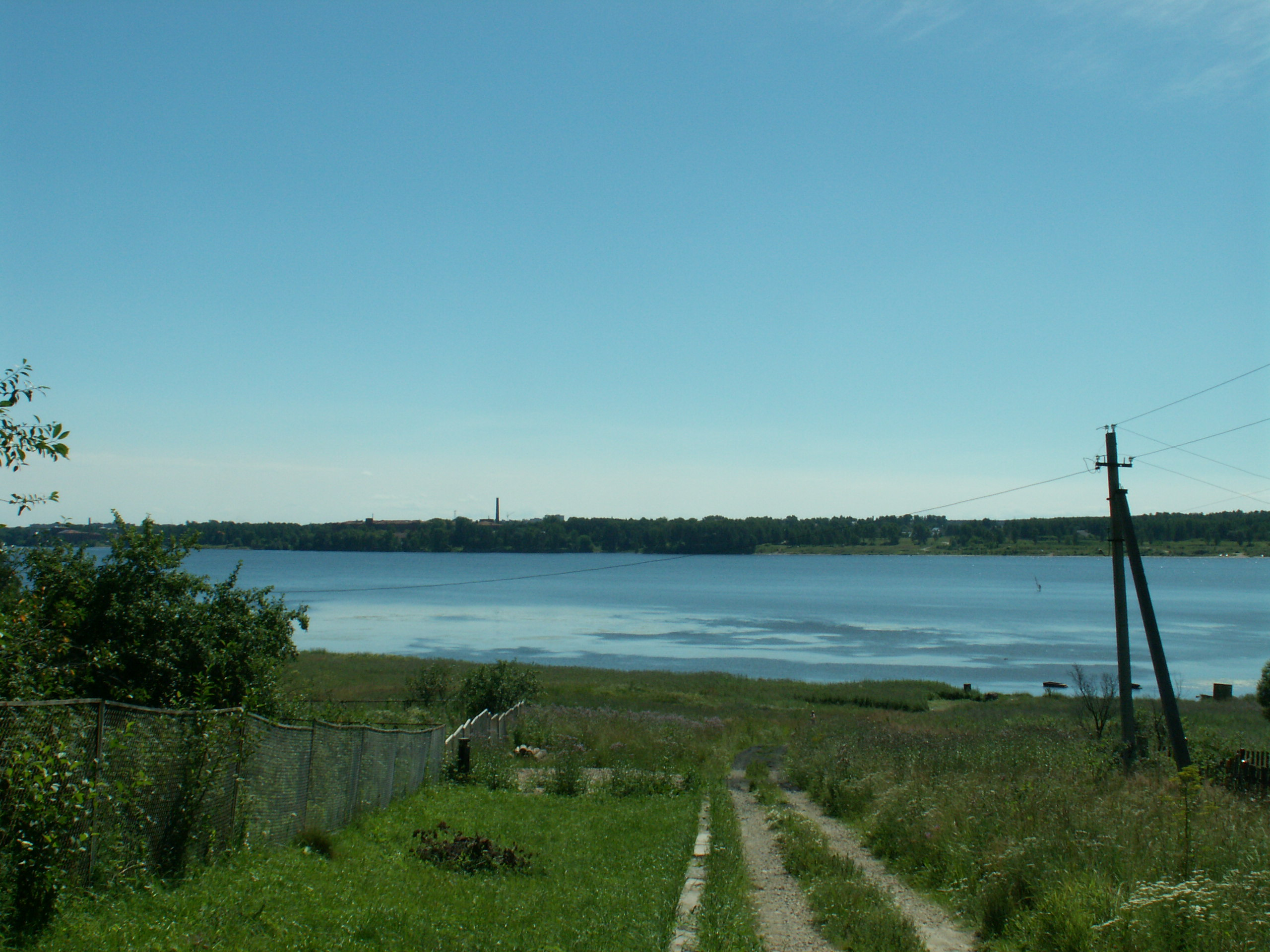
Вид на Горьківське водосховище
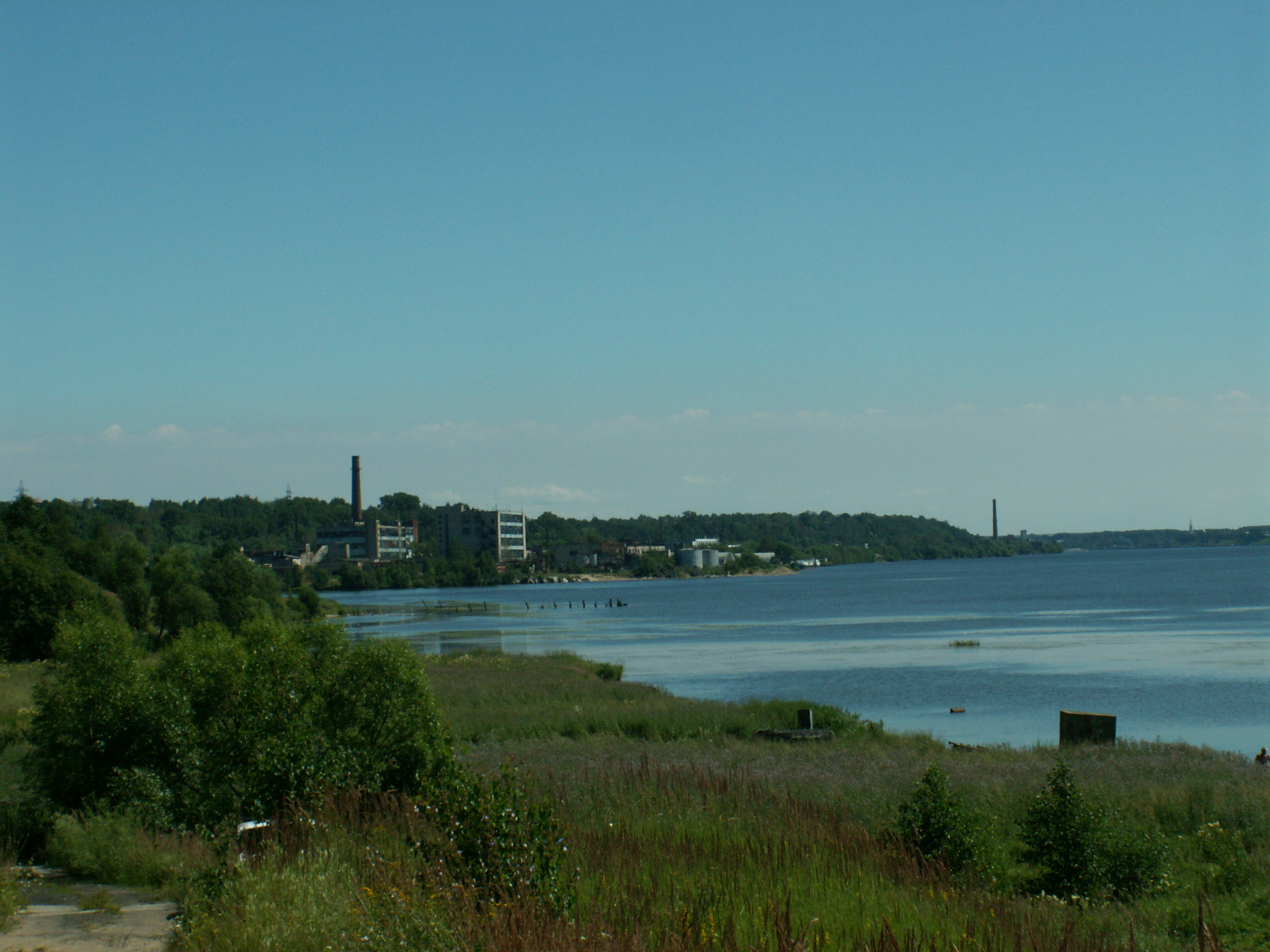
Узбережжя Волги
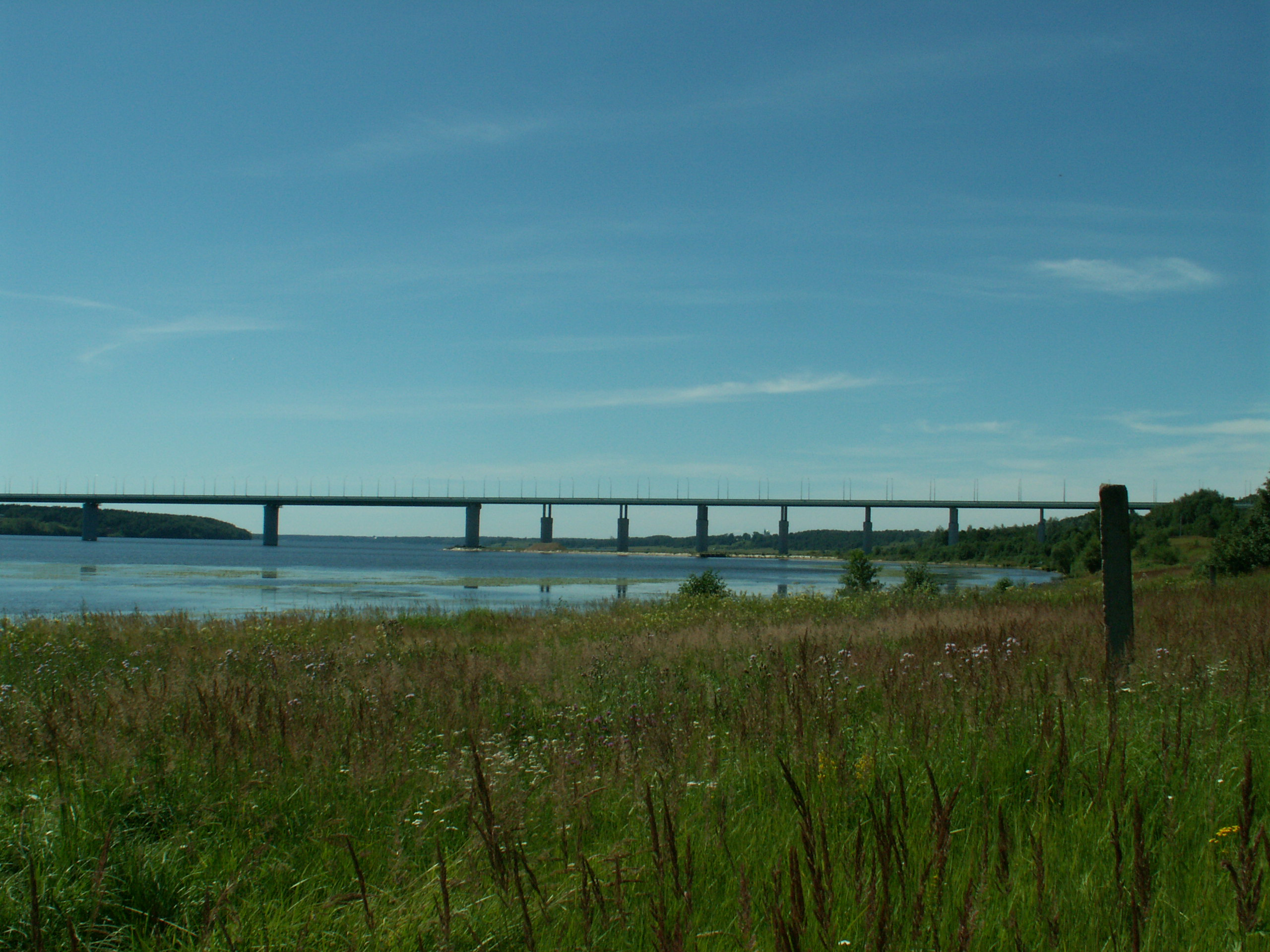
Кінешемского міст